# Norwich International Airport

i7
i11
i13

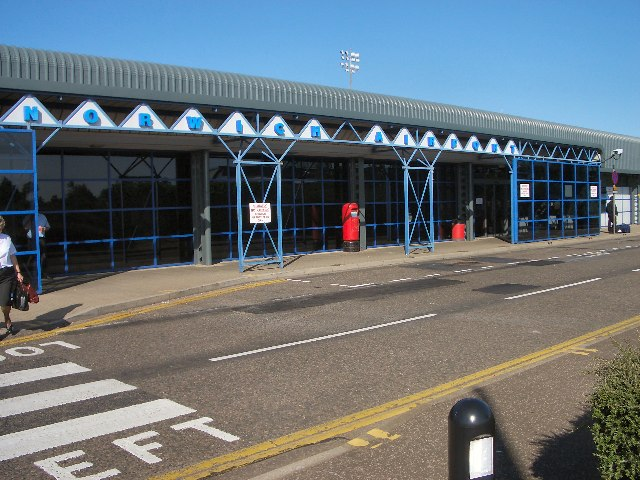
Eingang des Flughafens

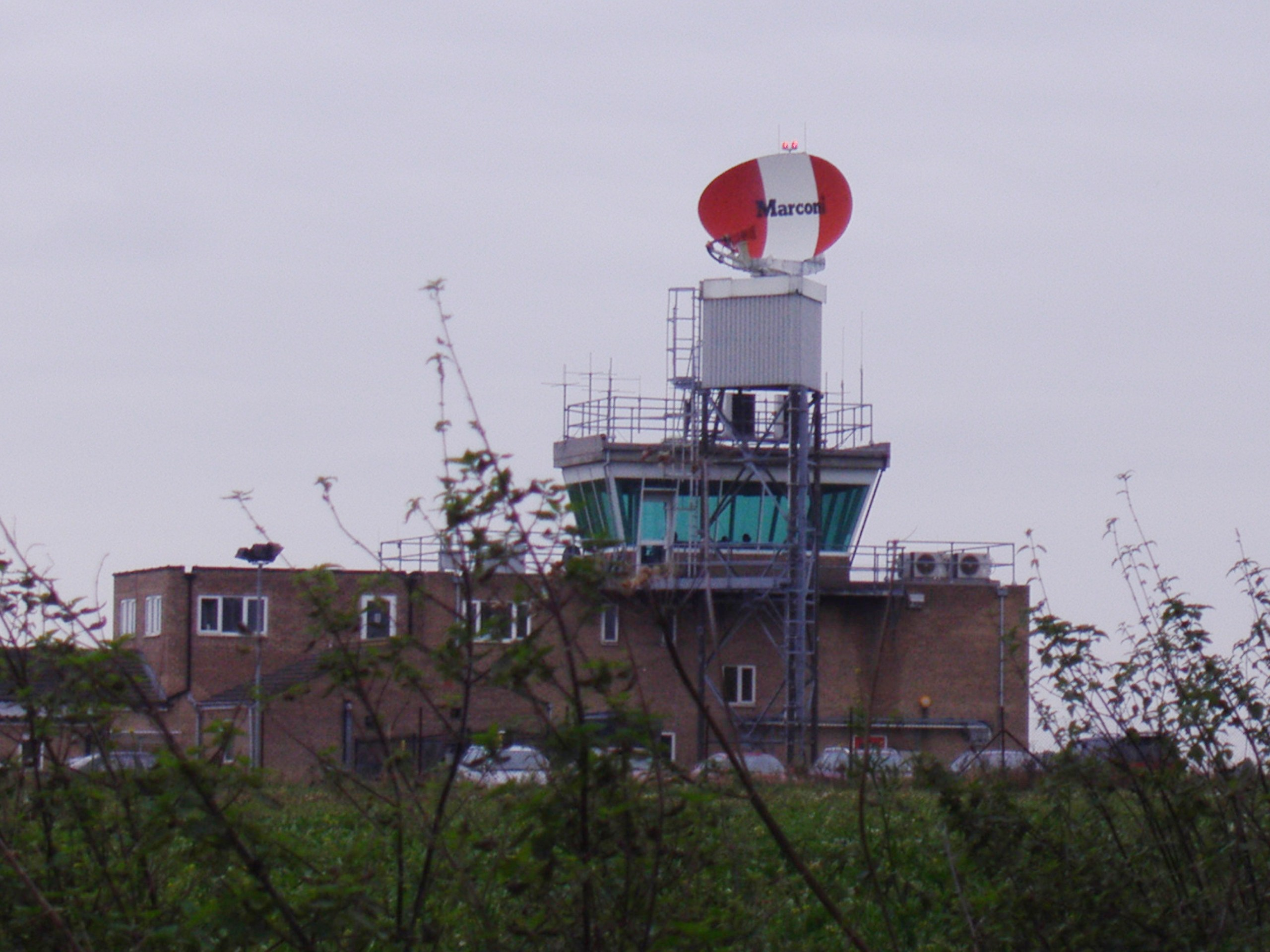
Kontrollturm am Internationalen Flughafen Norwich

Der Internationale Flughafen Norwich (IATA-Code: NWI, ICAO-Code: EGSH) ist ein Flughafen, welcher sich 5,2 km nördlich der Stadt Norwich im Norfolk County in England befindet. 2012 befand sich der Flughafen auf der Liste der am meisten angeflogenen Flughäfen im Vereinigten Königreich auf Platz 30.
Neben der schon seit langem bestehenden Verbindung der KLM Cityhopper zum Amsterdamer Flughafen Schiphol gibt es Flüge zu zahlreichen Zielen im Vereinigten Königreich und dem übrigen Europa. Neben den "gewöhnlichen" Flügen gibt es auch Charterflüge. Diverse Helikoptergesellschaften bieten auch Helikopterflüge an.

## Geschichte
Der erste Flughafen von Norwich wurde auf einem ehemaligen Flugplatz des Ersten Weltkrieges, was heute unter Heartsease housing estate bekannt ist.

### RAF Horsham St Faith
Der jetzige Standort des Flughafens war früher unter dem Namen Royal Air Force Station Horsham St Faith bekannt. Diese wurde 1939 aufgebaut und am 1. Juni 1940 eröffnet.
Im September 1942 wurde die RAF Horsham St. Faith für die United States Army Air Forces (USAAF) für den Gebrauch durch die 8th Air Force zugänglich gemacht. Die USAAF bezeichnete das Flugfeld mit 123 (HF). Die Rückgabe an die RAF erfolgte nach Kriegsende im Juli 1945.
Am 1. August 1963 wurde die Station geschlossen.

### Zivilflughafen
Die Royal Air Force verließ die Basis am 24. März 1967. Während der nächsten zwei Jahre wurden große Teile der Gebäude durch die Stadt Norwich und das Norfolk County aufgekauft; nur ein kleiner Teil blieb im Besitz des Verteidigungsministeriums. Die Norwich Airport Ltd., welche der Stadt Norwich und dem County Norfolk gehört, und entwickelte den heutigen Flughafen.
Die meisten der Gebäude aus dem Zweiten Weltkrieg, welche durch die US Air Force genutzt wurden, sind noch immer in Gebrauch, und auch drei der fünf Hangars werden noch genutzt. Auch der Kontrollturm ist noch immer in Gebrauch, obwohl der oberste Teil restauriert wurde.
Die frühere Kaserne wurde bis 1993 durch die University of East Anglia als Studentenunterkunft genutzt.
Während die meisten Landepisten und Rollfelder des Zweiten Weltkrieges noch gebraucht werden könnten, wird hauptsächlich die Piste 09/27 genutzt, welche 1956 in Richtung Osten ausgebaut wurde. Die frühere 04/22-Piste wird nicht mehr als Landebahn genutzt, sondern als Roll- und Parkfeld.
Im März 2004 verkauften die Eigentümer 80,1 % der Flughafenanteile an Omniport. Seither wurde der Flughafen zu einem der Luftfahrt-Drehkreuze der Billigfluggesellschaft Flybe im Vereinigten Königreich und somit wurde die Anzahl der Flüge und Flugziele ausgebaut.

## Infrastruktur
Der Flughafen hat eine 1841 Meter lange Landebahn (09/27). Eine kürzere Piste (04/22) wurde 2006 geschlossen und wird als Rollfeld genutzt. Der Flughafen hat neun Parkpositionen.

## Flugziele
Vom Flughafen Norwich werden nur noch fünf europäische Ziele im Liniendienst bedient. Im deutschsprachigen Bereich gibt es keine Flugziele mehr, nachdem die saisonalen Charterflüge nach Friedrichshafen eingestellt wurden.

## Zwischenfälle
- Am 12. Dezember 1973 kollidierte eine Dassault Falcon 20 der Fred. Olsens Flyselskap (Luftfahrzeugkennzeichen LN-FOE)  mit einem großen Vogelschwarm kurz nach dem Abheben von der Startbahn 28. Beide Triebwerke fielen aus; den Piloten gelang es trotz der Dämmerung, die Maschine in einem nahe gelegenen Feld notzulanden. Alle drei Crewmitglieder wurden verletzt, während keiner der sechs Passagiere Verletzungen erlitt. Am Flugzeug entstand Totalschaden.[5]

- Am 25. Oktober 1974 stürzte eine vom Flughafen East Midlands kommende private Cessna 310 (Kennzeichen G-APTK) während des Landeanflugs 1200 Meter östlich des Flughafens Norwich in ein Feld. Der Pilot, einziger Insasse, kam dabei ums Leben. Ursache war der Defekt des rechten Landeklappenantriebs, wodurch diese Landeklappe in der Kurve zum Endanflug einfuhr und es zum Kontrollverlust kam.[6]